# Allison Gap
Allison Gap es un lugar designado por el censo ubicado en el condado de Smyth en el estado estadounidense de Virginia. En el Censo de 2020 tenía una población de 610 habitantes y una densidad poblacional de 89,57 habitantes por km². Fue incluido como CDP en el censo de 2020.

## Geografía
Allison Gap se encuentra ubicado en las coordenadas 36°53′39″N 81°46′36″O / 36.89417, -81.77667.Según la Oficina del Censo de los Estados Unidos,  tiene una superficie total de 6,81 km², todos correspondientes a tierra firme.